# Brottsplats Jar City
Brottsplats Jar City (originaltitel: Mýrin) är en isländsk thrillerfilm från 2006, i regi av Baltasar Kormákur. Filmen handlar om en polis som försöker hitta sambandet mellan ett mord på en flicka och ett liknande fall för 30 år sedan. Den är baserad på boken Glasbruket av Arnaldur Indriðason.
Vid filmfestivalen i Karlovy Vary 2007 belönades filmen med Crystal Globe-priset.

## Rollista (i urval)
- Ingvar Eggert Sigurðsson – Erlendur
- Ágústa Eva Erlendsdóttir – Eva Lind
- Björn Hlynur Haraldsson – Sigurður Óli
- Ólafía Hrönn Jónsdóttir – Elínborg
- Atli Rafn Sigurðsson – Örn
- Kristbjörg Kjeld – Katrín
- Þorsteinn Gunnarsson – Holberg
- Theódór Júlíusson – Elliði